# 忍者外傳3
《忍者外傳3》是由Team Ninja开发、光荣特库摩于2012年发行的动作冒险游戏。本作是《忍者外傳2》的续作，于2012年3月在全球范围内登陆PlayStation 3和Xbox 360平台。加强版《忍者外傳3 利刃邊緣》于同年晚些时候推出，最初由任天堂在Wii U平台发行，后移植到多个平台。
该作是新忍者外傳系列中首款并非由系列总监板垣伴信执导的作品，总监一职由安田文彦和早矢仕洋介接任。

## 游戏玩法
《忍者外傳3》对系列玩法做出了大量改动，并引入了全新的游戏机制。游戏新增了「断骨」系统，当玩家触发附带视觉特效的断骨攻击时，隼龙便会在慢镜头特写下斩断敌人的身体。游戏还新加入了「苦无攀爬」动作，隼龙可以使用苦无攀登特定的墙壁，借此从上方攻击敌人。本作中，隼龙可以悄悄靠近敌人并将其一击毙命，因此玩家需要在部分场合采用潜行动作。敌人在会战斗中叫喊，并且不会轻易死去，受伤时也会痛苦地呻吟。与前作不同的是，敌人不再会被斩首或断肢，只会受伤流血并受到削弱。
游戏用滑行动作取代了前作中的旋風之術。隼龙可以滑行穿过狭窄区域，或滑行攻击敌人。本作中「滅殺」攻击的发动机制也略有调整。游戏中，隼龙的右臂被施加了名为「殺戮之兇手」的诅咒。当隼龙击杀一定数量的敌人后，手臂会发出红光，此时玩家便可蓄力发动滅殺攻击。滅殺攻击的能量来源也从吸收灵气魂变为了吸收附近的尸体。
与前作不同，本作的HUD只在战斗时才会显示，战斗结束后便会淡出。本作取消了村正商店，隼龙会随着游戏流程取得各种刀剑作为武器。隼龙可使用两种拥有无限弹药的远程武器：手里剑和高科技弓箭，箭矢会随着流程推进而强化升级。道具系统基本被移除。以往用于存档和恢复体力的龙头雕像也被一只按照固定脚本行动的飞隼取代。飞隼会在关卡特定地点飞到隼龙手上进行存档，同时回满他的体力。
本作对忍术系统进行了全面的重新设计。单人模式下，隼龙仅可使用「火炎龙」一种忍术，发动时会化身为火焰巨龙。玩家需要通过击败敌人来积攒體力條下方的集氣條，当集氣條充满后，即可释放该忍术。忍术会瞬间消灭画面内所有敌人，并根据剩余敌人数量回复体力。本作的多人模式（包括合作与对抗模式）中则有其他忍术可供使用，如暗极重波弹。
PS3版《忍者外傳3》支持PlayStation Move体感操作，旨在让玩家获得“在战斗中将敌人骨肉斩断时逼真的全新体验”。

## 剧情
故事伊始，隼龙受日本自卫队之托，前去对抗由神秘炼金术士「假面导师」领导的恐怖组织。假面导师特意指名要隼龙出面。在伦敦的首相官邸内，假面导师对隼龙的右臂施加了名为「殺戮之兇手」的诅咒。该诅咒将龙剑融入隼龙的手臂，并会吞噬所有被隼龙所杀之人的生命力。随后，隼龙与自卫队员美月·麦克劳德在电视上目睹了假面导师向全世界国家发出最后通牒：七日之内无条件投降，不服从的国家将面临毁灭。
日本自卫队的自卫舰「夕凪」号截获了来自鲁卜哈利沙漠的信号，隼龙遂与美月一同前往，并在那里与绫音会合。绫音受疾风之托，将霧幻天神流的至宝迅岚丸交给了隼龙。隼龙抵达沙漠中的一座高塔，再次遭遇假面导师。后者道出了「殺戮之兇手」的真相：此诅咒以龙剑为媒介，将其分解并融入了隼龙的右臂。若不及时治疗，诅咒将从内部侵蚀他的身体，最终夺走他的性命。击落一架武装直升机后，隼龙返回夕凪号，结识了美月的养女康娜及其姐夫的弟弟克里夫·希金斯。克里夫透露，他们的敌人是名为“炼金术之主”（LOA）的组织。
隼龙动身前往阿比斯莫岛，再度与假面导师交锋，并击败了后者制造的巨型恐龙克隆体。然而，他发现美月已被假面导师绑架。隼龙救下美月，却不料被她用麻醉枪击倒。
隼龙在一台VR模拟器中醒来，并见到了妖冶而危险的拉芙蕾丝。拉芙蕾丝表示，他在模拟器中会受到真实伤害甚至会死亡。她强行让隼龙进入模拟世界，重温其过去的经历。在模拟世界中，隼龙历经飞艇、维格尔帝国、东京摩天楼，最后来到首相官邸与虚拟的假面导师展开对决。隼龙成功从模拟世界中逃脱，随后一路击败LOA的守卫，最终与康娜会合，一同寻找美月。他们找到了被假面导师囚禁的美月，然而团聚之后，假面导师却残忍地将拉芙蕾丝推进了原型“神之卵”中，隼龙只得与其变异形态展开激战。击败变异后的拉芙蕾丝后，隼龙带着康娜和美月逃离，却随即遭到美军逮捕。海因伦上校训斥了他们的行动，并下令立即停止一切行动。隼龙只得乘坐直升机返回隼之村，寻求解除诅咒的办法。
隼龙首先来到了幻心墓前，取回他在《忍者外傳2》结尾时插在此处的邪神剑。隼龙随后便返回村子，一路击退前来复仇的黑蜘蛛忍者。然而，「殺戮之兇手」的发作令他逐渐失去意识。醒来时，他发现自己身处首领府邸，龙之巫女红叶在一旁为他疗伤。隼龙与红叶一同前往父亲隼丈的隐居之所。途中，他们遭遇了黑蜘蛛忍者的袭击，其中还有复活的黑蜘蛛氏族的妖婆。消灭敌人后，他们终于见到了隼丈。隼丈告诉隼龙，他所受的诅咒是龙族忍者世世代代犯下的罪孽造成的业障。
隼龙回到夕凪号后，奉命前往南极洲执行任务，克里夫主动请缨担任他的后援。隼龙在南极击败了众多敌人，其中包括他的邪恶克隆体。此时，「殺戮之兇手」再次发作。克里夫也露出了真面目，他其实是LOA组织的一员，而他的祖父正是LOA的会长阿许堤亚·希金斯。阿许堤亚坦陈，克里夫是LOA研究部门的负责人，并且对康娜另有所图。隼龙试图追击克里夫和阿什塔尔，却被他们从飞机上击落，未能追上。克里夫留下话语，将在“黑独角鲸”号上与隼龙会面——这是一支据称早已解散的神秘舰队。之后，隼龙被日本自卫队的石神谦救起，并带到一艘联合国舰船上，随后得知了康娜失踪的消息。
隼龙和美月飞抵黑独角鲸号上空，隼龙纵身跃下，击沉了护卫舰后成功登上主舰。隼龙击败了阿许堤亚，并得知了他们对康娜的阴谋，遂立即在船上展开搜索。最终，隼龙与假面导师正面交锋，亲眼目睹了康娜与“神之卵”融合。令他震惊的是，假面导师的真实身份竟是康娜的父亲——本应早已死去的希奥多·希金斯。此时，克里夫现身，道出了真相：他为了阻止哥哥破坏自己的计划而将其杀害，又为了让哥哥死在隼龙手中，将其复活并抹去了记忆，通过面具中的AI装置对其进行操控。目睹一切的康娜悲愤地指责隼龙是凶手，并与“卵”融合化为女神。她手持从隼龙手臂中取出的龙剑，伴随着黑独角鲸号一同沉入大海。
隼龙、美月和石神追赶化为女神的康娜来到东京，那里已是一片狼藉。变异后的克里夫突然出现并袭击了隼龙和美月，就在千钧一发之际，恢复了记忆的希奥多现身并杀死了克里夫。隼龙与希奥多继续追击女神，然而，在即将追上女神之时，希奥多却突然倒戈，他声称隼龙手中的邪神剑会不分敌我地伤害康娜，因为它本身就是一把凶器。两人展开了最后的决战。隼龙最终用邪神剑杀死了希奥多，而希奥多在临死前吟唱咒语，解除了隼龙身上的诅咒。隼龙这才明白，希奥多选择以死来完成最后的救赎。
隼龙与女神展开最终对决。正当战斗进入白热化阶段时，邪神剑和女神手中的巨型龙剑双双断裂。此时，隼龙原本的龙剑重回他手中，他挥剑将女神一分为二，将其彻底消灭。康娜安然无恙地回到了隼龙的怀抱。隼龙将康娜安置在安全地带，等待美月前来接应。完成了使命的隼龙，迎着朝阳离去。

## 开发与发售

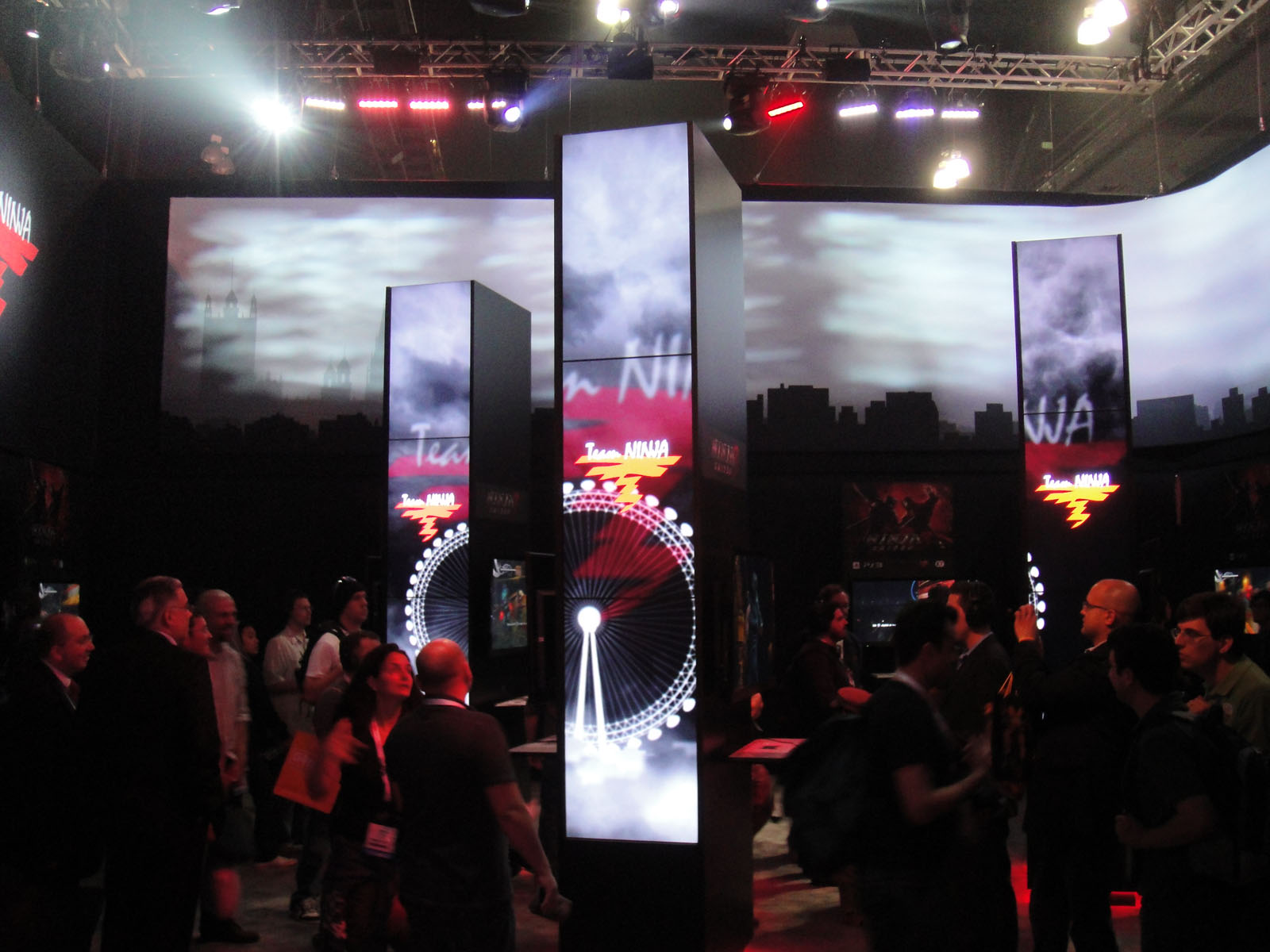
《忍者外傳3》在2011年E3游戏展上的展区

本作首次公布于2010年东京电玩展的一次闭门活动中，当时只公开了一张图片。官方随后发布了一张先行海报，画面中浑身浴血的隼龙正试图摘下面罩。Team Ninja的负责人早矢仕洋介表示：“隼龙似乎在摆弄自己的右手，而且这只手显得有些异样，不仅沾满了血，那些血迹也显得不太寻常。” 早矢仕洋介之后补充道：“隼龙摘下面罩是为了吸引玩家进入他的内心世界。而海报上大量的血并非单纯地表现杀戮，也可能是隼龙自身的鲜血。我们关注的不仅是斩杀敌人，更是隼龙这个角色本身。”
开发团队取消了前作中标志性的断肢系统。Team Ninja的工作人员解释称，这是因为“玩家们已经不再喜欢看到这种表现方式了”。在2011年E3游戏展上，官方宣布本作将包含对抗和合作两种多人模式，支持最多八名玩家同场游戏。
本作的剧情由曾负责红白机版《忍者龙剑传》三部曲剧本及美术设计的加藤正人执笔。早矢仕洋介曾透露，系列前作的角色也会在本作中登场。其中，《忍者龙剑传II 暗黑的邪神剑》中的重要角色罗伯特便以飞行员的身份短暂亮相，帮助隼龙跳上另一架喷气式飞机。
《忍者外傳3》同捆附带了格斗游戏《死或生5》的试玩版，试玩版中可以使用隼龙、绫音、疾风和瞳四名角色。其中，Xbox 360版提供隼龙和瞳的使用权，PS3版则可操作疾风和绫音。《忍者外傳3》典藏版中附带的试玩版则包含了全部四名角色。典藏版还包含一款由光荣特库摩Wave推出的人偶模型，描绘了游戏中隼龙与反派头目的对决场面。此外，典藏版还附赠画集、原声CD以及《死或生5》完整试玩版的高级兑换码。
2012年4月，游戏陆续推出了三款可下载内容包，包含全新武器（硬殼猛禽爪、闇月鐮刀）、防具及頭盔等自定义道具，并在「忍者试炼」模式中追加了新的迷你游戏。

## 反响
| 汇总媒体   | 得分                     |
| ---------- | ------------------------ |
| Metacritic | PS3: 58/100 X360: 58/100 |

| 媒体                    | 得分   |
| ----------------------- | ------ |
| 电脑与电子游戏          | 8/10   |
| G4                      | 2/5    |
| GameSpot                | 5.5/10 |
| Giant Bomb              | [ 22 ] |
| IGN                     | 3/10   |
| 英国PlayStation官方杂志 | 7/10   |
| 官方Xbox杂志            | 8/10   |

《忍者外傳3》的评价毁誉参半，其中游戏内容过于简化是主要的批评点。根据Metacritic的统计，Xbox 360版和PlayStation 3版的平均得分均为58分（满分100分）。
部分媒体给予了游戏较为积极的评价。《官方Xbox杂志》给出了8分（满分10分），肯定了游戏的战斗系统和画面表现，但也指出了游戏内容的简化以及结局的不足。《PlayStation官方杂志—英国》则给出了7分（满分10分），认为“即便未能完全达成其宏大的目标，游戏本身仍然拥有不错的乐趣”。《电脑与电子游戏》同样给出了8分（满分10分），但也指出“曾经咬牙坚持、忍受高难度的硬核玩家恐怕难以接受游戏为了迎合大众而做出的诸多妥协”。
但另一方面，GameSpot仅给出了5.5分（满分10分），并批评其“沦为一款缺乏系列应有挑战性和深度的平庸动作游戏”。IGN的评价则更为糟糕，只给出了3分低分（满分10分），称其为“技术灾难”。

## 忍者外傳3 利刃邊緣
加入新内容的升级加强版《忍者外傳3 利刃邊緣》于2012年率先登陆Wii U平台，并于2013年在PlayStation 3和Xbox 360平台发售。该版游戏收录于2021年6月在Microsoft Windows、任天堂Switch、PlayStation 4和Xbox One上推出的《忍者外傳 大师合集》中。